# Saint-Cirgues-de-Jordanne

Saint-Cirgues-de-Jordanne este o comună în departamentul Cantal, Franța. În 1 ianuarie 2022 avea o populație de 139 de locuitori.